# Cantó de Sant Pau de Fenollet
El cantó de Sant Pau de Fenollet (Sant Paul de Fenolhet en occità) és una divisió administrativa francesa, situat a Occitània, al departament dels Pirineus Orientals.

## Municipis
El cantó de Sant Pau de Fenollet està compost per onze municipis, que formen part de la comarca de la Fenolleda:
- Sant Pau de Fenollet ((occità) Sant Pau de Fenolhet, capital del cantó)
- Maurí ((occità) Maurin)
- Caudiers de Fenollet ((occità) Caudièrs de Fenolhet)
- Ansinyà ((occità) Ansinhan)
- l'Esquerda ((occità) l'Esquèrda)
- Centernac ((occità) Çantarnac)
- Prunyanes ((occità) Prunhanes)
- Fenollet ((occità) Fenolhet)
- Sant Martí de Fenollet ((occità) Sant Martin de Fenolhet)
- Fossa ((occità) Fòssa)
- Virà ((occità) Viran)

Tots pertanyen a la Comunitat de comunes Aglí Fenolledès
En la nova divisió administrativa del 2014, aquest cantó va ser suprimit, i les seves comunes s'integraren en el cantó de la Vall de l'Aglí, amb capitalitat a Ribesaltes.

## Consellers generals
| Període     | Conseller         | Partit | Càrrecs |
| 1931 - 1941 | Georges Pézières  | SFIO   | Regidor de Perpinyà (1925-1929 i 1935-1941) Senador (1935-1941)                                                                    |
| 1941 - 1945 | ???               |        | |
| 1945 - 1956 | Léon-Jean Grégory | SFIO   | Alcalde de Tuïr (1947-1982) Senador (1948-1958)                                                                                    |
| 1956 - 1968 | Joseph Calvet     | SFIO   | Alcalde de Sant Pau de Fenollet (1944-1968)                                                                                        |
| 1968 - 1973 | M. Espinasse      | PS     | |
| 1973 -      | Pierre Estève     | PS     | Diputat (1988-1993) Alcalde de Sant Pau de Fenollet (1983-1995) Regidor de Perpinyà (2008-2009) VIce-president del Consell General |